# L'Anglais et le Gallois
L'Anglais et le Gallois (English and Welsh) est une conférence donnée par J. R. R. Tolkien à Oxford le 21 octobre 1955, dans le cadre de la série de conférences O'Donnel, consacrée à l'étude de l'élément brittonique (celtique) dans la langue anglaise, ainsi qu'aux rapports entre nation et culture.

## Contenu
Tolkien y développe les relations historiques entre l'anglais et le gallois, dont la connaissance est, selon lui, « aussi essentielle […] qu'une connaissance du norrois ou du français » pour un philologue anglais. Il avance également la théorie selon laquelle un individu a une « langue natale » distincte de sa « première langue apprise », qui correspond à « ses préférences linguistiques inhérentes ». Il illustre cette idée avec sa propre expérience des langues, avec « l'anglais, teinté d'un soupçon d'afrikaans » comme sa langue maternelle, et le gotique comme son premier « coup de foudre », suivi par le finnois, qui lui a « procuré le plaisir le plus extrême », et bien sûr le gallois, qu'il avait découvert dans son enfance en lisant des noms écrits à la craie sur des wagons de charbon.

## Postérité
C'est dans cette conférence qu'apparaît l'idée selon laquelle l'expression cellar door (littéralement « porte de la cave ») recèle une beauté particulière. Cette affirmation a souvent été reprise par la suite, et parfois attribuée de façon erronée.

## Publication
Le texte de la conférence a été publié dans le recueil Angles and Britons: Conferences O'Donnell (1963), ainsi que dans le recueil d'essais de Tolkien Les Monstres et les Critiques et autres essais (1983), édité par son fils Christopher.